# Nectophrynoides asperginis
Nectophrynoides asperginis és una espècie d'amfibi que vivia a Tanzània i que va ésser descoberta l'any 1996. Es considera extint des de 2004-2005, car no se n'ha trobat cap exemplar des d'aleshores.